# Società Finanziaria Italiana
Società Finanziaria Italiana  era una azienda pubblica italiana che operava nel settore delle partecipazioni finanziarie. Era posta sotto il diretto controllo del Ministero delle finanze e del Governatore della Banca d'Italia.
Insieme a Sofindit e Società Elettrofinanziaria era una delle società finanziarie di smobilizzo.

## Storia
SFI era nata nel il 27 gennaio 1931, per rilevare le attività meno solide di Credito Italiano e Banca Nazionale di Credito, ovvero le partecipazioni in aziende in perdita e i crediti inesigibili vantati esclusivamente verso imprese industriali. Oberato da 138 milioni di perdite a cavallo tra il 1930 ed il 1931, il Credito Italiano cedette le attività finanziarie a SFI, dal valore reale di 1.1 miliardi di lire, ad un prezzo di 550 milioni. Credito Italiano svalutò i cespiti solamente per 120 milioni di lire, i restanti 330 furono coperti da SFI, grazie ad un finanziamento erogato dall'Istituto di Liquidazioni, quindi dallo Stato.
Invece, i rapporti e le passività verso fornitori di servizi di pubblica utilità, società immobiliari ed istituti di credito, vennero conferite da Credito Italiano a Società Elettrofinanziaria.
L'intervento di SFI non fu risolutivo tant'è che il 5 dicembre 1933 venne messa in liquidazione e comprata dall'IRI al prezzo di 12 milioni di lire.

## Partecipazioni
Le principali interessenze riguardavano Ansaldo, Cantieri Navali del Quarnaro, Maccarese SpA, Miani e Silvestri & C., Società Italiana per Costruzioni Elettromeccaniche, Officine Meccaniche Italiane e altre aziende soprattutto nei settori tessile, metallurgico e meccanico.